# ريال سوسيداد ب
ريال سوسيداد دي فوتبول "ب" (المعروف أيضًا باسم سانسي)، هو فريق كرة قدم إسباني يقع مقره في مدينة سان سباستيان، ضمن إقليم الباسك ذو الحكم الذاتي. تأسس الفريق عام 1955، ويُعد الفريق الرديف لنادي ريال سوسيداد، وينافس حاليًا في مجموعة 1 من الدوري الإسباني الدرجة الثالثة. يلعب الفريق مبارياته على ملعب كامبو خوسيه لويس أوربيغوثو، الواقع ضمن منشآت زوبييتا، وتبلغ سعته نحو 2500 متفرج.
وعلى عكس دول مثل إنجلترا، تشارك الفرق الرديفة في إسبانيا ضمن الهرم الكروي ذاته الذي تنتمي إليه الفرق الأولى، وليس في دوري منفصل. ومع ذلك، لا يُسمح للفرق الرديفة باللعب في نفس الدرجة التي ينافس فيها الفريق الأول. ولذلك، فإن "سانسي" غير مؤهل للصعود إلى الليغا، الدرجة التي يلعب فيها الفريق الأول. كما لم يعد يُسمح للفرق الرديفة بالمشاركة في بطولة كأس ملك إسبانيا.

## وصلات خارجية
- موقع النادي الرسمي